# Emanuel Herrmann
Emanuel Herrmann (ur. 24 czerwca 1839 w Klagenfurcie, zm. 13 lipca 1902 w Wiedniu) – austriacki ekonomista, propagator pocztówek.

## Życiorys
Emanuel Herrmann urodził się 24 czerwca 1839 roku w Klagenfurcie. Studiował na Uniwersytetach w Wiedniu, Pradze i Grazu, na tym ostatnim w 1862 roku obronił doktorat. Od 1863 roku pracował w rodzinnym Klagenfurcie w administracji podatkowej, a od następnego roku został wykładowcą. Początkowo pracował w Akademii Handlowej w Grazu, od roku 1868 w Terezjańskiej Akademii Wojskowej Wiener Neustadt, a od 1871 roku w tamtejszej Akademii Handlowej. W 1872 roku powrócił do pracy w administracji i zatrudnił się w Ministerstwie Handlu.
Herrmann jest znany głównie z faktu, iż 26 stycznia 1869 roku opowiedział się za wprowadzeniem do obiegu pocztówki przesyłanej bez koperty, którą wymyślił Heinrich von Stephan. Pierwsze pocztówki trafiły do sprzedaży 1 października tego samego roku, a Austria stała się pierwszym krajem, który je wprowadził.
Zmarł 13 lipca 1902 roku w Wiedniu.